# Nader Jindaoui
Nader El-Jindaoui (* 16. November 1996 in Berlin) ist ein deutscher Fußballspieler und Influencer. Er steht aktuell bei der TSG 1899 Hoffenheim unter Vertrag.

## Privates
Jindaouis Eltern sind Palästinenser aus dem Libanon. Er wurde in Berlin-Kreuzberg geboren und zog mit 4 Jahren in den Stadtteil Wedding.
Jindaoui ist als Influencer und Webvideoproduzent aktiv. Seinem Account bei Instagram folgen rund 2 Millionen Nutzer. Gemeinsam mit seiner Frau Louisa (* 1999), die er im Januar 2025 heiratete und deren Instagram-Account 2,2 Millionen Nutzer folgen, betreibt er seit Dezember 2019 den YouTube-Kanal Jindaouis, der über 1,75 Millionen Abonnenten verfügt. Bei TikTok folgen ihnen 3,7 Millionen Accounts. Sie sind Eltern einer Tochter (* 2021) und eines Sohnes (* 2024).

## Karriere als Fußballspieler

### Jugend
Jindaoui begann beim SV Nord Wedding mit dem Fußballspielen. Über die Reinickendorfer Füchse und Tennis Borussia Berlin wechselte der 14-Jährige zur Saison 2011/12 in das Nachwuchsleistungszentrum von Energie Cottbus, wo er den B-Junioren (U17) angehörte. In der Saison 2012/13 wurde der B-Junior bereits 7-mal bei den A-Junioren (U19) in der A-Junioren-Bundesliga Nord/Nordost eingesetzt. Zur Saison 2013/14 rückte Jindaoui fest zur U19 auf, die in die A-Junioren-Regionalliga Nordost abgestiegen war. Laut eigener Aussage habe er einen epileptischer Anfall gehabt, woraufhin ihm Tabletten verschrieben worden seien, die für einen Vitamin-D-Mangel in den Knochen gesorgt hätten. Aufgrund seiner Knochenprobleme konnte Jindaoui in dieser Saison nur zum Saisonbeginn ein Spiel im DFB-Junioren-Pokal und am Saisonende die Relegationsspiele um den Bundesliga-Aufstieg gegen den SV Meppen absolvieren. Daraufhin wechselte der 17-Jährige zur Saison 2014/15 innerhalb der A-Junioren-Regionalliga Nordost zur U19 des Chemnitzer FC. Jedoch konnte er dort aufgrund seiner gesundheitlichen Probleme kein Spiel absolvieren. Anschließend endete seine Juniorenzeit, woraufhin er den Verein verließ.

### Verletzungsgeplagte Jahre
Im Herrenbereich blieb Jindaoui während der gesamten Saison 2015/16 vereinslos. Laut seiner Aussage hätten ihm Ärzte bescheinigt, nie wieder Fußball spielen zu können. Anfang November 2016 schloss er sich in der viertklassigen Regionalliga Nordost dem SV Babelsberg 03 an. Bis zum Ende der Saison 2016/17 kam er für den Klub aus Potsdam unter dem Cheftrainer Cem Efe zumeist auf dem Flügel in 10 Regionalligaspielen (5-mal von Beginn) zum Einsatz. In der Saison 2017/18 folgten unter dem neuen Cheftrainer Almedin Civa 22 Ligaeinsätze (12-mal in der Startelf).
Anschließend hatte Jindaoui den Plan, über die zweite Mannschaft eines Profivereins in deren Profimannschaft aufzusteigen. Der 21-Jährige schloss sich daher zur Saison 2018/19 der zweiten Mannschaft des Zweitligisten Greuther Fürth an. Unter Petr Ruman kam er bis zur Winterpause auf den Flügelpositionen auf 20 Einsätze (14-mal von Beginn) in der Regionalliga Bayern, in denen ihm 3 Tore gelangen. Da sich die Profimannschaft jedoch nicht für ihn interessierte, zeigte Jindaoui den Verantwortlichen seine selbst zusammengeschnittenen besten Szenen und durfte daraufhin unter Damir Burić mit den Zweitligaprofis trainieren sowie im Januar 2019 am Wintertrainingslager im türkischen Belek teilnehmen. Dort verletzte er sich allerdings und fiel bis zum Saisonende aus. Ein Zahnarzt diagnostizierte, dass das Knochenersatzmaterial einer früheren Wurzelkanalbehandlung nicht vom Körper angenommen wurde, was bei einer hohen Belastung zur Verletzungsanfälligkeit führte. Erneut wurde Jindaoui gesagt, dass er kein Fußball mehr spielen könne. Im Laufe der Jahre wurden ihm daher 8 Zähne gezogen. Die SpVgg Greuther Fürth wollte seinen zum Saisonende auslaufenden Vertrag verlängern, was er jedoch ablehnte, da es sich um keinen Profivertrag gehandelt hätte.
Der 22-Jährige wechselte somit zur Saison 2019/20 in die zweite Mannschaft des Bundesligisten Fortuna Düsseldorf. Der Flügelspieler spielte 14-mal in der Regionalliga West und stand 6-mal in der Startelf, ehe die Spielzeit im März 2020 aufgrund der COVID-19-Pandemie abgebrochen wurde.

### Rückkehr nach Berlin und Profidebüt
Da sich Jindaoui in Düsseldorf nicht wohl fühlte, kehrte er zur Saison 2020/21 nach Berlin zurück und schloss sich in der Regionalliga Nordost dem Berliner AK 07 an. Hier blieb er erstmals verletzungsfrei und kam unter dem Cheftrainer André Meyer in allen 12 Spielen (10-mal von Beginn, 2 Tore) zum Einsatz, ehe auch diese Spielzeit in der Regionalliga aufgrund der Corona-Pandemie im November 2020 abgebrochen wurde. In der Saison 2021/22 wurde er von Meyer und dessen Nachfolger Benjamin Duda auch vermehrt im Sturmzentrum eingesetzt. Jindaoui kam in 35 von 38 Ligaspielen stets in der Startelf zum Einsatz und erzielte 15 Tore, womit er der beste Torschütze seiner Mannschaft war. Anschließend lief sein Vertrag beim BAK aus.
In der Sommerpause wollte ihn André Meyer, der seit Januar 2022 Cheftrainer des Drittligisten Hallescher FC war, in seine Mannschaft holen. Der Offensivspieler lehnte jedoch ab und wechselte zur Saison 2022/23 innerhalb der Regionalliga Nordost und Berlins zur zweiten Mannschaft des Bundesligisten Hertha BSC. In einem früheren Interview hatte Jindaoui geäußert, Berlin nicht mehr zu verlassen, nur um in der 3. Liga zu spielen. Nach 11 Regionalligaeinsätzen (9-mal in der Startelf), in denen er 4 Tore erzielte, beorderte ihn Sandro Schwarz im November 2022 in das Training der Profimannschaft, die sich aufgrund der Weltmeisterschaft 2022 in Katar bereits in der Winterpause befand. Wenige Tage später kam Jindaoui bei einem Testspiel gegen den Drittligisten TSV 1860 München erstmals für die Profis zum Einsatz. Bei einem weiteren Testspiel gegen den Zweitligisten Eintracht Braunschweig bereitete er den 1:0-Siegtreffer vor. Im Januar 2023 wurde Jindaoui jedoch nicht mit in das Trainingslager genommen, das in der IMG Academy in Florida abgehalten wurde. Fortan trainierte und spielte er wieder in der zweiten Mannschaft. Ein weiterer Testspieleinsatz für die Profis folgte während der Länderspielpause im März 2023. Am Saisonende standen für Jindaoui, der immer wieder mit kleineren Verletzungen ausgefallen war, 21 Regionalligaeinsätze (15-mal in der Startelf) und 6 Tore zu Buche. Die Profis stiegen derweil in die 2. Bundesliga ab.
Vor der Saison 2023/24 verlängerte er seinen auslaufenden Vertrag um ein Jahr. Anfang Dezember 2023 zählte Jindaoui unter Pál Dárdai erstmals bei einem Zweitligaspiel zum Spieltagskader, wurde jedoch nicht eingewechselt. Am 6. Dezember 2023 folgte schließlich sein Debüt, als er im DFB-Pokal im Achtelfinale gegen den Ligakonkurrenten Hamburger SV kurz vor dem Ende der regulären Spielzeit eingewechselt wurde. Später in der Schlussphase der Verlängerung initiierte er mit einer Seitenverlagerung den 3:3-Ausgleich, womit sich Hertha in das Elfmeterschießen rettete. Dort verwandelte Jindaoui seinen Versuch und trug damit zum Weiterkommen seiner Mannschaft bei. Zehn Tage später folgte auch sein Zweitligadebüt. Nach der Winterpause kehrten diverse Spieler aus ihren Verletzungen zurück. Dárdai hatte zuvor angekündigt, auf seiner Position die jüngeren Spieler Fabian Reese, Derry Scherhant, Gustav Christensen, Marten Winkler, Palkó Dárdai und Ibrahim Maza vorzuziehen. Daher saß Jindaoui in der Rückrunde nur noch bei einem Zweitligaspiel und dem DFB-Pokal-Viertelfinale ohne Einsatz auf der Bank. Für die zweite Mannschaft absolvierte er 25 Regionalligaspiele (2 Tore). Nach dem Saisonende verließ er den Verein mit seinem Vertragsende.

### Über LA nach Sinsheim
Von Oktober bis Dezember 2024 trainierte der vereinslose Jindaoui unter Greg Vanney zur Probe bei der LA Galaxy aus der Major League Soccer. Im Frühjahr 2025 schloss er sich kurz vor dem Beginn der Saison 2025 LA Galaxys Farmteam Ventura County FC in der MLS Next Pro an.
Nach 11 Einsätzen (2-mal in der Startelf) kehrte er zum 1. Juli 2025 nach Deutschland zurück und wechselte zur zweiten Mannschaft der TSG 1899 Hoffenheim, die zur Saison 2025/26 in die 3. Liga aufgestiegen war.

## Trivia
Obwohl Jindaoui während der Sommervorbereitung 2022 nicht dem Profikader angehörte, erhielt er in diesem eine feste Rückennummer. Hertha BSC bot sein Trikot daraufhin zum Kauf an. Aufgrund des großen Interesses brach der vereinseigene Onlineshop am Tag des Verkaufsstarts zusammen.
Einige Tage später musste ein Testspiel der zweiten Hertha-Mannschaft gegen Tasmania Berlin im Laufe der 2. Halbzeit abgebrochen werden, da zu viele Flitzer auf den Platz stürmten, um ein Selfie mit Jindaoui zu machen oder ein Autogramm zu bekommen. Nachdem Jindaoui zuvor in einer Story auf Instagram dazu aufgerufen hatte, zahlreich zum Spiel zu erscheinen und angekündigt hatte, dass jedes Trikot mit seinem Namen unterschrieben werde, waren über 2300 Zuschauer – fast ausschließlich Kinder und Jugendliche – zu dem Spiel gekommen.
Zur Season 2 der Baller League wurde Jindaoui Manager des neuen Teams „FC Nitro“.